# Остёр (приток Кумсы)
Остёр — река в России, протекает по Медвежьегорскому району Карелии. Устье реки находится в 14 км по левому берегу реки Кумса. В устье реки на её левом берегу расположен посёлок Падун, а в самой реке — одноимённый порог.
Длина реки составляет 11 км, площадь водосборного бассейна 262 км².
Исток — Остерозеро, с которым впадающими в него ручьями и протоками сообщаются озёра:
- Сайозеро
- Вожема
- Поштозеро
- Большое Пергенеламби

## Данные водного реестра
По данным государственного водного реестра России относится к Балтийскому бассейновому округу, водохозяйственный участок реки — Бассейн Онежского озера без рр. Шуя, Суна, Водла и Вытегра, речной подбассейн реки — Свирь (включая реки бассейна Онежского озера). Относится к речному бассейну реки Нева (включая бассейны рек Онежского и Ладожского озера).
Код объекта в государственном водном реестре — 01040100612102000015655.

## Панорамы

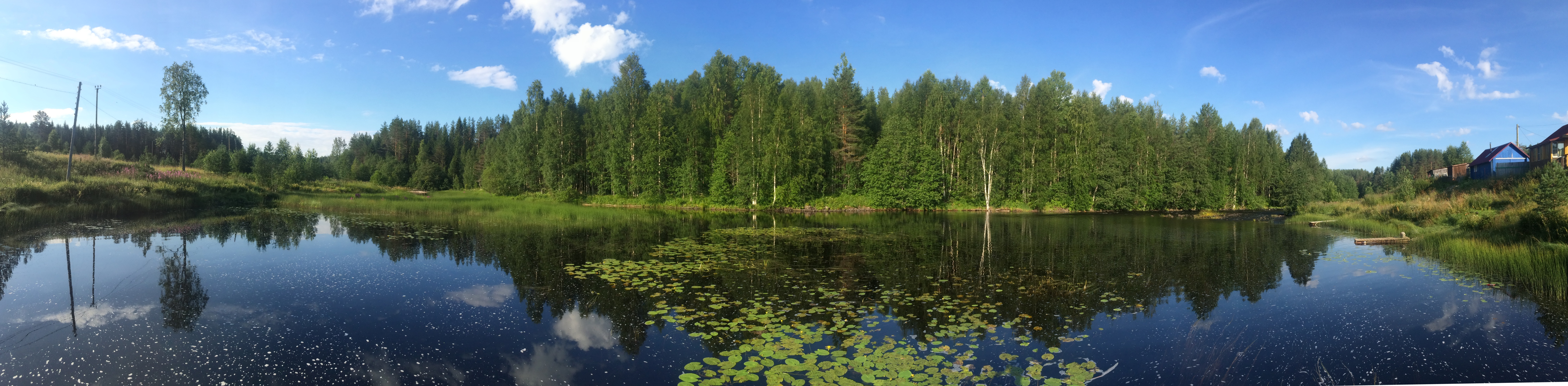
Панорама 1

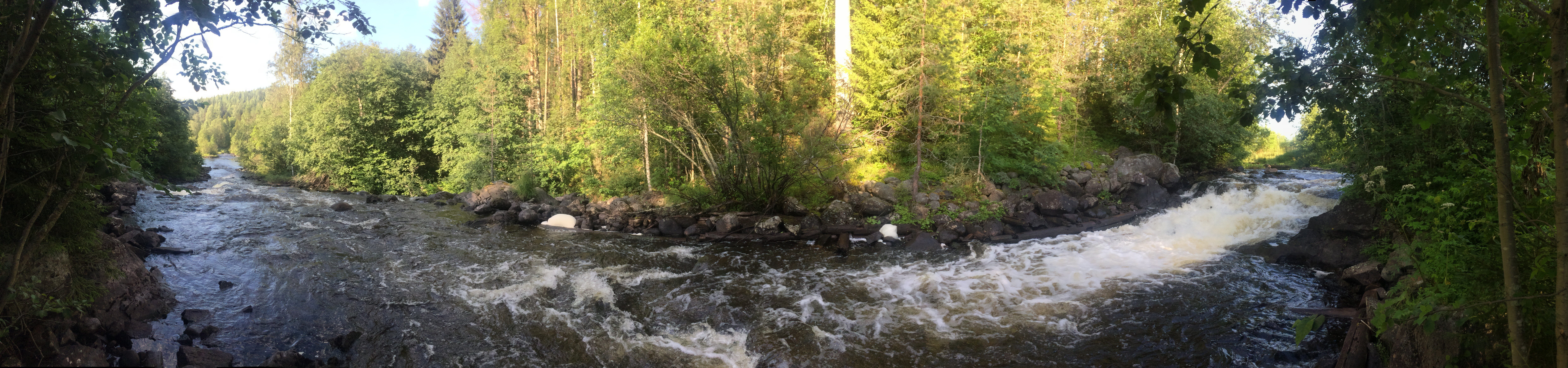
Панорама 2